# Lápi galambgomba
A lápi galambgomba (Russula paludosa) az Agaricomycetes osztályának galambgomba-alkatúak (Russulales) rendjébe, ezen belül a galambgombafélék (Russulaceae) családjába tartozó, ehető gombafaj.
A russula nemzetség név jelentése vörös, a paluosa-é pedig lápon növő, oda tartozó.
Erősen veszélyeztetett faj.
Júniustól októberig terem.

## Előfordulása
Főként Észak-Amerika és Európa.
Magyarországon nagyon ritka.

## Élőhelye
Vegyes és tűlevelű erdőkben, kéttűs, fenyő és luc alatt, nedves helyeken, gyakran lápokon, mohák között fejfődnek.
Kizárólag a földön nő, de csak akkor található meg, ha fák vannak a közelben. Mikorrhiza, a fák gyökerén növekszik.
Tömegesen, vagy elszórtan terem. Kedveli a savanyú talajú erdőket.

## Megjelenése
Nagyméretű gomba, a többi Russula fajnál magasabb.

### Kalapja
Húsos, fiatalon harang alakú, néha púpos, később ellapul, idővel bemélyedő közepű lesz. Átmérője akár 15 cm is lehet.
Széle sokáig aláhajló, az idősebb példányoké bordázottá válik.
Felszíne sima, fényes, néha sugarasan eres, kissé ragadós. Színe lehet élénkpiros, narancspiros, halványvörös, barnáspiros, gyakran, nagy, okkersárga foltokkal díszített. A kalap közepe többnyire sötétebb színű. A bőr lehúzható, alatta a hús kissé színes.

### Lemezei
A tönkhöz nőtt lemezek sűrűn állnak, vékonyak és rugalmasak, sok közteslemez és villás elágazás is megfigyelhető. A színük sokáig fehér, majd vajsárga lesz, néha a kalap széle felé vöröses.

### Spórája
Okker színűek, tojásdad vagy ellipszis alakúak, szemölcsökkel díszítettek, kissé hálózatosak. 
Méretük 8-10,5 x 7-8 μm, a szemölcsök legfeljebb 1,2 μm magasak.

### Húsa
Vastag, fehér színű, öregen enyhén beszürkül. Eltörve sem változtatja meg a színét.

### Szára
10–15 cm magas, 1–3 cm vastag.
Formája hengeres, bunkós. Színe fehéres, gyakran vöröses árnyalatú, idővel szürke színű lesz. Fénylő, többé-kevésbé finoman erezett vagy bordás. 
Gyűrűvel nem rendelkezik.

## Fogyaszthatósága
Ehető, törékeny húsa enyhe ízű.

## Összetéveszthetősége

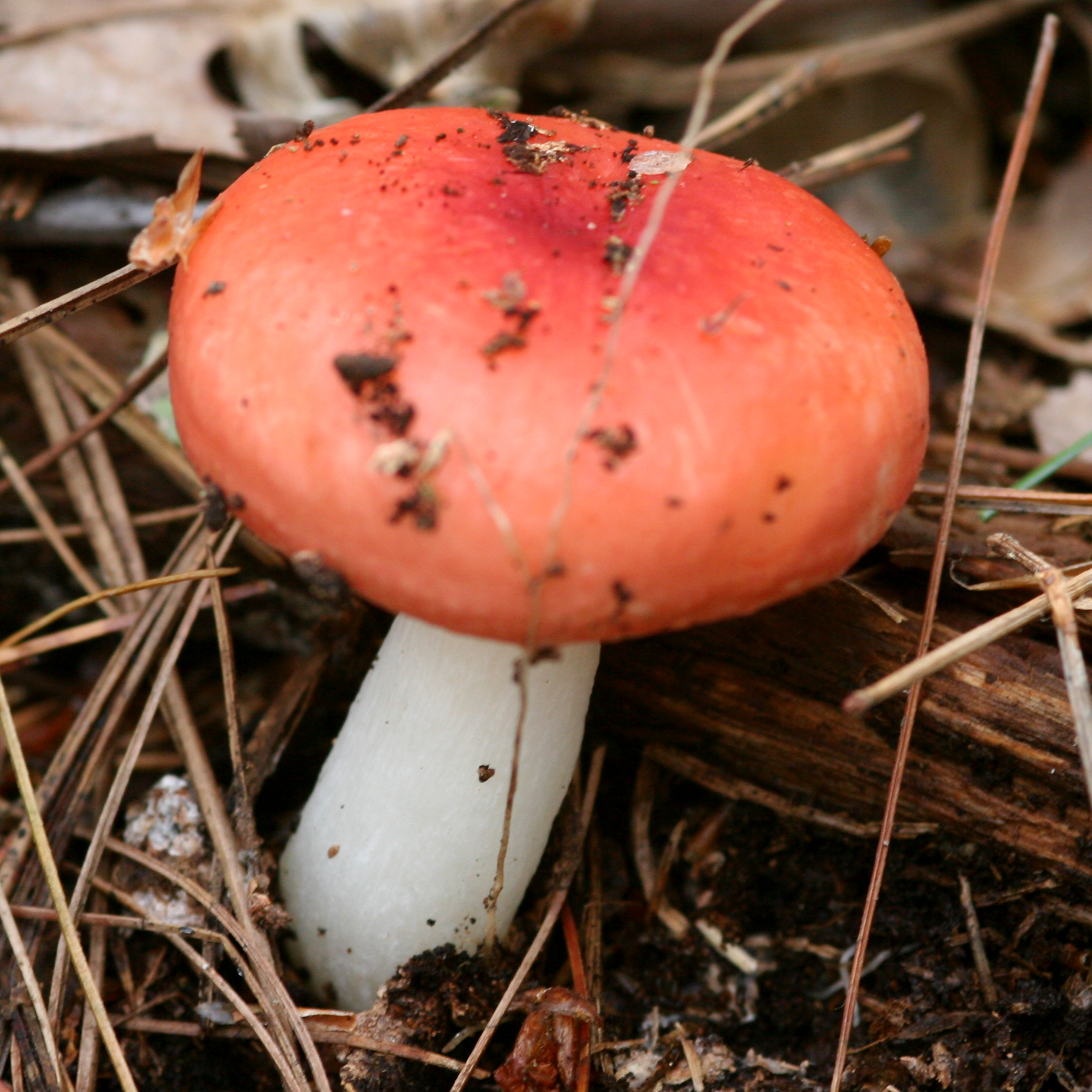
Hánytató galambgomba

Mivel mérgező gombával is összekeverhető, indokolt az óvatosság, csak annak ajánlott gyűjteni, aki biztosan meg tudja határozni.
Mérgező gombák közül a hánytató galambgombával lehet összetéveszteni, melynek kalapján nincsenek sárga foltok, valamint íze csípős.

### Megkülönböztető jegyei
- élénkpiros, narancspiros kalapszín, általában nagy okkersárga foltokkal
- nem szürkülő lemezek, hús és tönk
- jellemző, fák alatti élőhely
- enyhe íz[11]

## Képgaléria
|  |  |  |  |